# Лорел (Делавер)
Лорел (англ. Laurel) — місто (англ. town) в окрузі Сассекс штату Делавер США. Населення — 3865 осіб (2020).

## Географія
Лорел розташований за координатами 38°34′15″ пн. ш. 75°34′18″ зх. д. / 38.57083° пн. ш. 75.57167° зх. д. (38.570909, -75.571675).  За даними Бюро перепису населення США в 2010 році місто мало площу 7,72 км², з яких 7,48 км² — суходіл та 0,24 км² — водойми.

## Демографія
Згідно з переписом 2010 року, у місті мешкало 3708 осіб у 1277 домогосподарствах у складі 937 родин. Густота населення становила 480 осіб/км².  Було 1480 помешкань (192/км²).
Расовий склад населення:
| - 47,3 % — білих - 40,8 % — чорних або афроамериканців - 1,1 % — корінних американців - 0,9 % — азіатів - 0,5 % — вихідців з тихоокеанських островів - 4,1 % — осіб інших рас |

До двох чи більше рас належало 5,3 %. Частка іспаномовних становила 8,9 % від усіх жителів.
За віковим діапазоном населення розподілялося таким чином: 33,1 % — особи молодші 18 років, 56,4 % — особи у віці 18—64 років, 10,5 % — особи у віці 65 років та старші. Медіана віку мешканця становила 28,2 року. На 100 осіб жіночої статі у місті припадало 83,7 чоловіків;  на 100 жінок у віці від 18 років та старших — 75,9 чоловіків також старших 18 років.
Середній дохід на одне домашнє господарство  становив 38 765 доларів США (медіана — 33 525), а середній дохід на одну сім'ю — 42 368 доларів (медіана — 36 781). Медіана доходів становила 32 083 долари для чоловіків та 26 856 доларів для жінок. За межею бідності перебувало 34,7 % осіб, у тому числі 44,1 % дітей у віці до 18 років та 9,5 % осіб у віці 65 років та старших.
Цивільне працевлаштоване населення становило 1546 осіб. Основні галузі зайнятості: освіта, охорона здоров'я та соціальна допомога — 27,7 %, роздрібна торгівля — 19,7 %, виробництво — 16,6 %.